# فرهنگ انجمن‌آرای ناصری
فرهنگ انجمن‌آرای ناصری کتابی نوشته امیرالشعرا رضاقلیخان هدایت است. نگارش این کتاب در سال ۱۲۸۸ ه‍.ق پایان یافته‌ است. این کتاب شامل بیست و چهار «انجمن» است که واژه‌ها توضیح داده شده‌اند. بخش پایانی کتاب «در آشکار کردن برخی کنایات و استعارات فارسی و عربی با شواهد آنها از اشعار فصحا و بلغا» است.

## لیست انجمن‌ها
- انجمن اول: الف
- انجمن دوم: ب تازی
- انجمن سیم: ب پارسی (پ)
- انجمن چهارم: ت
- انجمن پنجم: ج ابجد (ج)
- انجمن ششم: ج پارسی (چ)
- انجمن هفتم: خ
- انجمن هشتم: د
- انجمن نهم: ر
- انجمن دهم: ز
- انجمن یازدهم: ز پارسی (ژ)
- انجمن دوازدهم: س
- انجمن سیزدهم: ش
- انجمن چهاردهم: غ
- انجمن پانزدهم: ف
- انجمن شانزدهم: ق
- انجمن هفدهم: ک تازی
- انجمن هیجدهم: ک فارسی (گ)
- انجمن نوزدهم: ل
- انجمن بیستم: م
- انجمن بیست و یکم: ن
- انجمن بیست و دوم: و
- انجمن بیست و سیم: ه
- انجمن بیست و چهارم: ی

## ابتدای مقدمه
انجمن آرای هر انجمن و چمن پیرای هر چمن بزرگ نام یزدان یکتاست که انجمنها به پرتو آن روشن و چمن‌ها به گونه آن گلشن است.| یک باد چمنده در هزاران چمن است |  | یک ماه دمنده در هزار انجمن است |
| این انجمن آن انجمن آرا آراست   |  | کش انجمن آرای هزاران چو من است |
هر نیستی بدو هست و هر بلندی از او پست. هستی سزای همه هستی پذیرفتگان و بخشایش افزای همه بیداران و خفتگان است. هیچ
چیز بدو نماند و او به هیچ نیز یک است نه بک شماری پنهان است با فر و زه آشکاری هرگز نبمیرد و نیستی نپذیرد.
هر که را خواست زد و هر که را خواهد زند.
هر چه خواست کرد و هر چه خواهد کند. به هیچ درنماند و جز در آفریدن چون خودی زیرا که ایزد را نه سزاست انبازی ایزدی.
یکتای بی همتاست بی‌آلایش جان و تن زنده‌است نه به روان و تن که به خویشتن داناست بی اندیشه و نکاشته و هرگز نادانی به دانش او ره نداشته نزدیکان از دانش بی چونی او دورند و بینایان از بینش چگونگی او کور.
اگر او هست پس جز او هیچ نیست و اگر او نیست پس این همه هستی چیست. نیکو سخنی است بی خم و پیچ که با او همه هیچند و بی او هم هیچ. اوست آورنده دشمن و دوست و پرورنده مغز و پوست و اگر نغزتر سخن نپوشی اینها سخن است و همه اوست. دانشمندان مر او را پروردگار همگان دانند و خرد پیوندان وی را مایه پدید آمدگان خوانند. ویژه درونان یگانه همه او را انگارند و یکی شدگان او را همه شمارند. چه از بسیاری آشکاری از دیده پنهان است در دیده مپنندگان پیداست…